# Pouima
Pouima est une localité située dans le département de Gourcy de la province du Zondoma dans la région Nord au Burkina Faso.

## Géographie
Pouima se trouve à environ 12 km au sud-est du centre de Gourcy, le chef-lieu départemental, à 4 km à l'est de Koundouba et à 6 km à l'est de la route nationale 2.

## Santé et éducation
Le centre de soins le plus proche de Pouima est le centre de santé et de promotion sociale (CSPS) de Koundouba tandis que le centre médical (CM) de la province se trouve à Gourcy. En 2020 a débuté la construction du futur CSPS du village.
Pouima possède une école primaire publique et un centre d'alphabétisation.